# Střelba na škole Oikos
Dne 2. dubna 2012 proběhla střelba na univerzitě Oikos, která se nachází v Oaklandu v Kalifornii. Během střelby bylo zastřeleno 7 lidí a další tři byli zraněni. Jednalo se o křesťanskou soukromou školu. Škola se zaměřuje na vzdělávání hlavně korejské menšiny a vyučuje v oborech, jako je teologie nebo ošetřovatelství.

## Střelec
Střelec byl identifikován jako One L. Goh (rodné jméno: Su Nam Ko) (18. listopadu 1968 – 20. března 2019), který byl studentem univerzity. Jeho bratr zemřel v roce 2011 během automobilové nehody. Jeho matka vrátila do Soulu, kde ve stejném roce zemřela. Během svého studia měl kázeňské problémy a pár měsíců před střelbou byl ze školy vyloučen. Dne 20. března 2019 zemřel ve vazbě.

## Střelba
Ke střelbě došlo v 10.30 pacifického času. Střelec byl vyzbrojen poloautomickou pistolí. Střelec měl 4 nabité zásobníky, každý na 10 nábojů. Střelec namířil zbraň na spolužáky, kteří studovali ošetřovatelství. Nechal spolužáky stoupnout ke zdi a začal do nich střílet. Střelec během střelby zabil 6 žen a jednoho muže. Ve střelbě pokračoval i v momentě, kdy se snažil utéct z kampusu. Z kampusu ujel autem, které patřilo jedné oběti střelby. Přibližně 8 kilometrů od střelby se vzdal úřadům.

## Oběti
Během střelby bylo zabito 7 lidí a 3 byli zraněni.
- Tshering Rinzing Bhutia, 38
- Doris Chibuko, 40
- Sonam Choedon, 33
- Grace Eunhae Kim, 23
- Katleen Ping, 24
- Judith Seymour, 53
- Lydia Sim, 21